# Galovany
Galovany (1920–1948 „Galoväny“; ungarisch Gálfalu) ist eine Gemeinde in der Mittelslowakei westlich von Liptovský Mikuláš, mit 315 Einwohnern (Stand 31. Dezember 2024).

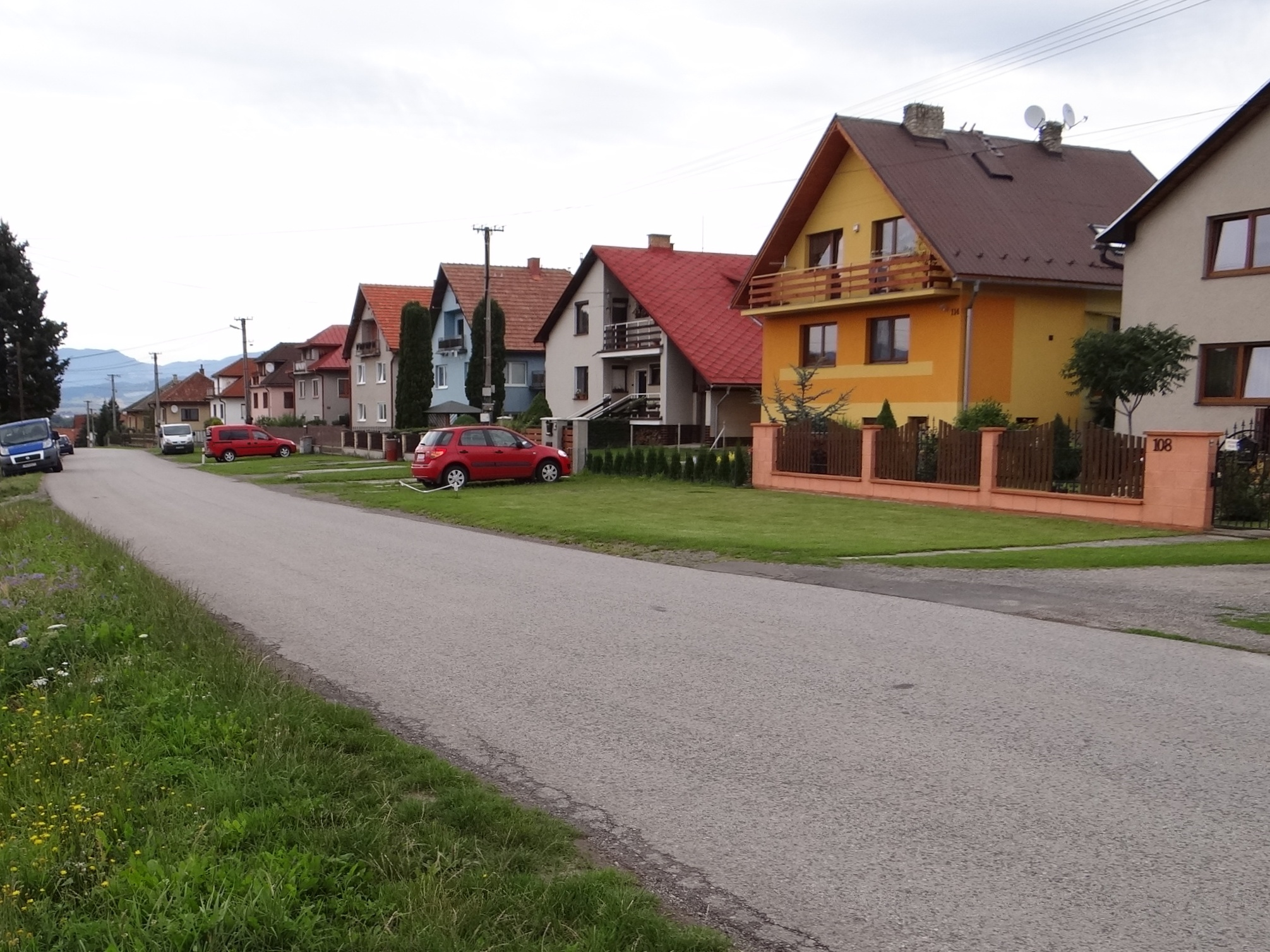

Der Ort wurde 1600 zum ersten Mal erwähnt. Zur Gemeinde gehören seit 1971 auch:
- der Ort Dechtáre, der nach 1863 durch Zusammenschluss der 2 unabhängigen Orte Horné Dechtáre (deutsch Ober-Bettendorf) und Nižné Dechtáre (deutsch Unter-Bettendorf) entstanden ist
- und der Ort Paludza (während hingegen 1882–1948 Galovany in Paludza eingemeindet war).

Dechtáre wurde bei der Errichtung des Liptauer Stausees (1970–75) geräumt, heute erinnert noch der Name einer Autobahnraststätte an den Ort.

## Bevölkerung
| Jahr                | 1994 | 2004     | 2014    | 2024     |
| ------------------- | ---- | -------- | ------- | -------- |
| Anzahl der Personen | 231  | 281      | 278     | 315      |
| Unterschied         |      | +21,64 % | −1,06 % | +13,30 % |

| Jahr                | 2023 | 2024    |
| ------------------- | ---- | ------- |
| Anzahl der Personen | 320  | 315     |
| Unterschied         |      | −1,56 % |